# Catalina Soler Torres
Catalina Soler Torres, née le 21 mars 1972, est une femme politique espagnole membre du Parti populaire (PP).

## Biographie

### Vie privée
Elle est mariée et mère de deux fils.

### Activités politiques
Elle est maire de Felanitx de 1999 à 2007 et députée au Parlement des îles Baléares de 2007 à 2011.
Le 20 décembre 2015, elle est élue sénatrice pour Majorque au Sénat et réélue en 2016.